# 总线

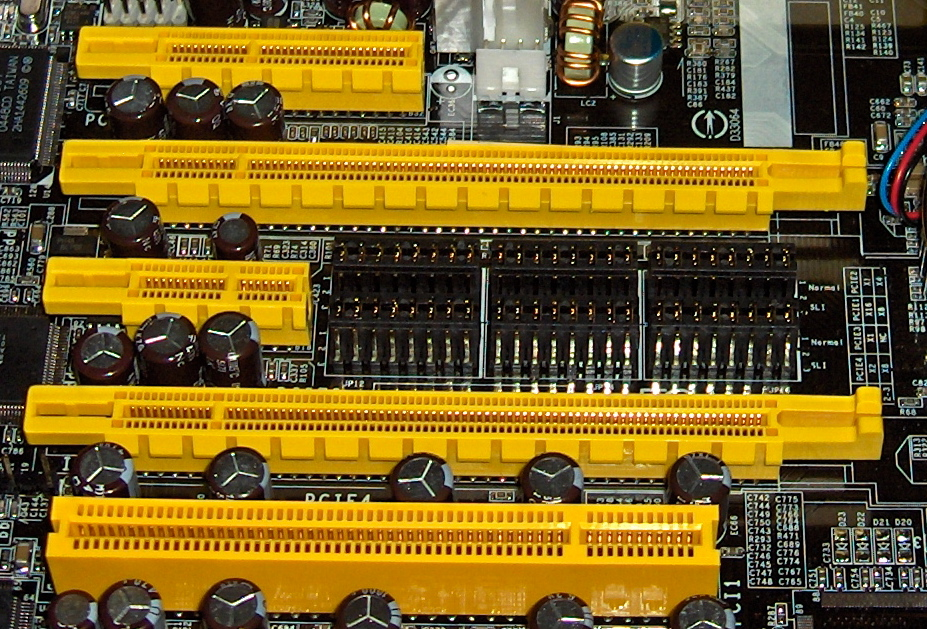
PCI Express总线的插槽（由上到下：x4、x16、x1和x16），最下邊的一條是傳統的32-bit PCI总线插槽

总线（Bus）是指计算机组件间规范化的交换数据（data）的方式，即以一种通用的方式为各组件提供数据传送和控制逻辑。從另一個角度來看，如果說主機板（Mother Board）是一座城市，那麼匯流排就像是城市裡的公共汽車（bus），能按照固定行車路線，傳輸來回不停運作的位元（bit）。這些線路在同一時間內都僅能負責傳輸一個位元。因此，必須同時採用多條線路才能傳送更多資料，而匯流排可同時傳輸的資料數就稱為寬度（width），以位元為單位，匯流排寬度愈大，傳輸效能就愈佳。匯流排的頻寬（即單位時間內可以傳輸的總資料數）為：匯流排頻寬 = 頻率×寬度（Bytes/sec）。

## 种类
PC上一般有五种总线：
- 数据总线（Data Bus）：在CPU与RAM之间來回传送需要处理或是需要储存的数据。
- 地址总线（Address Bus）：用來指定在RAM（Random Access Memory）之中储存的数据的地址。
- 控制总线（Control Bus）：将微处理器控制单元（Control Unit）的信号，传送到周边裝置，一般常见的为USB Bus和1394 Bus。
- 扩展总线（Expansion Bus）：可连接扩展槽和电脑。
- 局部总线（Local Bus）：取代更高速数据传输的扩展总线。

## 內部匯流排

### 並行
- CAMAC（英语：CAMAC），用于仪表检测系统
- 工业标准架构总线（ISA）
- 扩展ISA（EISA）
- Low Pin Count（LPC）
- 微通道（MCA）
- MBus（英语：MBus）
- 多总线（Multibus），用于工业生产系统
- NuBus（英语：NuBus），或称IEEE 1196
- OPTi本地总线，用于早期Intel 80486主板
- 外围部件互联总线（PCI）
- S-100总线（S-100 bus），或称IEEE 696，用于Altair或类似微处理器
- SBus（英语：SBus）或称IEEE 1496
- VESA本地总线（VLB，VL-bus）
- VERSAmodule Eurocard bus（VME总线）
- STD总线（STD bus），用于八位或十六位微处理器系统
- Unibus
- Q-Bus（英语：Q-Bus）
- PC/104
- PC/104 Plus
- PC/104 Express
- PC/104
- PCIe-104

### 串行
- 1-Wire
- HyperTransport
- 快速通道互联
- DMI
- I²C
- 串行PCI（PCI Express）
- eSPI总线
- USB通用串行总线

## 外部匯流排（I/O总线，即输入输出接口）
I/O总线指缆线和连接器系统，用来传输I/O路径技术指定的数据和控制信号，另外还包括一个总线终端电阻或电路，这个终端电阻用来减弱电缆上的信号反射干扰。

### 並行
- ATA：磁碟/光碟機匯流排。
- PC卡：前身為知名的PCMCIA，常用於筆記本電腦。
- 小型计算机系统接口（Small Computer System Interface）：小型電腦系統介面，磁碟/磁帶匯流排。

### 串行
- USB
- 串列SCSI
- SATA
- 控制器區域網路
- EIA-485
- IEEE 1394
- Thunderbolt
- InfiniBand（在目前超級電腦排名TOP500之中常見）

## 外部連結
- Chip Weems' Lecture 12: Buses
- 中的“Computer hardware buses”
- Computer hardware buses and slots pinouts with brief descriptions （页面存档备份，存于）